# Mildred Doran
Mildred Alice Doran, née le 10 mai 1905 à Renfrew, dans l'Ontario, au Canada, et disparue au-dessus de l'Océan pacifique le 16 août 1927, était une passionnée d'aviation canadienne. Elle fut la seule femme de la Dole Air Race, une compétition aérienne devant conduire les concurrents de la Californie à Hawaï. Elle disparut en mer avec les autres membres de l'équipage.

## Jeunesse et formation
Mildred Doran naît d'un père canadien, le fermier William Doran, et d'une mère américaine, Minnie Doran. Elle grandit à Flint, Michigan, état d'où est originaire sa mère. Quand celle-ci meurt en 1922, Mildred élève sa jeune sœur, Helen. Elle travaille comme opératrice téléphonique pendant sa scolarité mais bénéficie également du soutien d'un homme d'affaires local, William Malloska, propriétaire de la Lincoln Petroleum Company. Informé de la situation de la jeune femme, celui-ci finance sa formation d'institutrice à la Michigan State Normal School.
Elle est alors membre de la sororité étudiante Alpha Sigma Tau.
L'intérêt de Mildred Doran pour l'aviation naît d'un spectacle aérien auquel elle assiste alors qu'elle est encore étudiante. Lorsqu'elle s'inscrit à la Dole Air race, elle est âgée de 22 ans et enseigne aux enfants de 10 à 11 ans à Caro, dans le Michigan.

## La Dole Air Race
Mildred Doran convainc Malloska d'inscrire un avion à la Dole Air Race et de l'autoriser à voler. Il s'agit d'un biplan Buhl Airsedan, nommé Miss Doran en son honneur. Le pilote est John 'Auggy' Pedlar et le navigateur Vilas Knope.
La participation d'une femme à la compétition surprend et suscite l'intérêt de l'opinion publique et de la presse, qui s'empresse de l'interviewer. Elle déclare : "une femme devrait pouvoir voler tout comme un homme… Les femmes ont certainement le courage et la ténacité nécessaires pour les longs vols". À l'époque, elle a déjà effectué de longs vols au-dessus des terres et veut être la première femme à effectuer un tel vol transocéanique.
Dès le début de l'épreuve, l'avion rencontre des problèmes mécaniques qui l'obligent à revenir au point de départ. Plusieurs personnes dont ses coéquipiers conseillent alors à la jeune femme de renoncer, en vain. Le biplan peut finalement décoller sans nouvel incident mais il n'arrivera jamais à Hawaï. La marine américaine organise des recherches, sans succès. Un autre avion, qui se lance également à sa recherche, disparaît en mer à son tour.
L'organisateur de la course, l'homme d'affaires James Dole, offre une prime de 20 000 $ à qui permettra de retrouver les avions manquants, d'autres concurrents ayant également disparu au cours de cette épreuve qui aura finalement coûté la vie à dix personnes. Malloska ajoute 10 000 $ et Hearst offre aussi une récompense. La presse mentionne à l'époque qu'une fillette offre ses économies pour aider à retrouver sa maîtresse.
De nombreux hommages sont rendus à Mildred Doran après sa mort, qui émeut l'opinion publique. Au canada, un lac est nommé en son honneur et une tour, érigée à côté de Lincoln Field à Flint, porte également son nom. Elle sera détruite en 1973.
En 2011, le neveu de Mildred Doran, Richard A. Durose, publie Shooting star, the first attempt by a woman to reach Hawaï by the air, un ouvrage consacré à sa tante. Il rend ainsi hommage à sa mémoire et confie que sa mère, la sœur de l'aviatrice, fut tellement traumatisée par l'accident qu'elle était incapable de l'évoquer.